# Réserve naturelle volontaire Vallée de la Vienne « Chez Roger »
La réserve naturelle volontaire vallée de la Vienne, est une ancienne réserve naturelle volontaire de 3 hectares, qui se situe à Saint-Priest-sous-Aixe dans le département de la Haute-Vienne. Elle est gérée par le Conservatoire Régional des Espaces Naturels et inscrite dans la ZNIEFF « Vallée de la Vienne du Moulin de la Mie au Daumail ».

## Histoire du site et de la réserve
L'intérêt du site aboutit à un classement en RNV en 1996 pour une durée de 6 ans. La loi « démocratie de proximité » du 27 février 2002 transforme les RNV en réserves naturelles régionales (RNR), ce qui est le cas pour Chez Roger. 
Le décret d'application no 2005-491 du 18 mai 2005 précise dans son article 6 que « le classement en RNR court jusqu'à l'échéance de l'agrément qui avait été initialement accordé à la réserve volontaire ». Le classement en RNR a donc pris fin après 6 ans depuis le dernier agrément.